# Charles Raoul Verlet
Charles Raoul Verlet (Angulema, 1857-Cannes, 1923) fue un escultor francés.

## Biografía
A la edad de 17 años decidió dedicarse a la escultura. Pasó dos años en Burdeos, y después se trasladó a París, donde ingresó en la escuela de arte y se convirtió en estudiante de Jules Cavelier y sobre todo de Louis-Ernest Barrias; ganó una beca en su ciudad natal, tras la concesión de una medalla de la escuela por su talento.
Sus primeros trabajos fueron muy populares entre el público, dos lápidas funerarias en el salón le reportaron una mención y el monumento a los niños muertos en Charente en 1870 le dio prestigio, y le sustentó en la obtención de un encargo para una escultura que conmemora el sacrificio de niños en el Indre la ciudad instalada en Chateauroux.
Obtuvo el segundo puesto en el Gran Premio de Roma y el primer lugar en el Salón de Artistas de 1887 con la escultura titulada El dolor de Orfeo, (La douleur d'Orphée). En 1890 obtuvo la medalla de honor en el Salón de Artistas. Recibió la Medalla de Honor en el Salón de 1900.
Residió en Louviers (hacia 1895-1910) y fue presidente de los Amigos de las Artes de Eure. Fue nombrado Caballero de la Legión de Honor. La Academia de Bellas Artes del Instituto de Francia lo recibió como miembro de la Academia de Bellas Artes en 1910.
En Colombia son famosas las estatuas en bronce que realizó en los años 1910 de varios próceres de la Independencia de ese país, entre ellos el busto de Camilo Torres, encomendado por el Jockey Club, una escultura de Francisco José de Caldas, situada en la plaza de Las Nieves, que cuenta con una reproducción en Popayán, una de Rufino José Cuervo en la plazuela que lleva su nombre. En esa década realizó asimismo los monumentos dedicados a Antonio José de Sucre y Manuel Murillo Toro.
Su hijo fue el poeta Paul Verlet.

## Galería

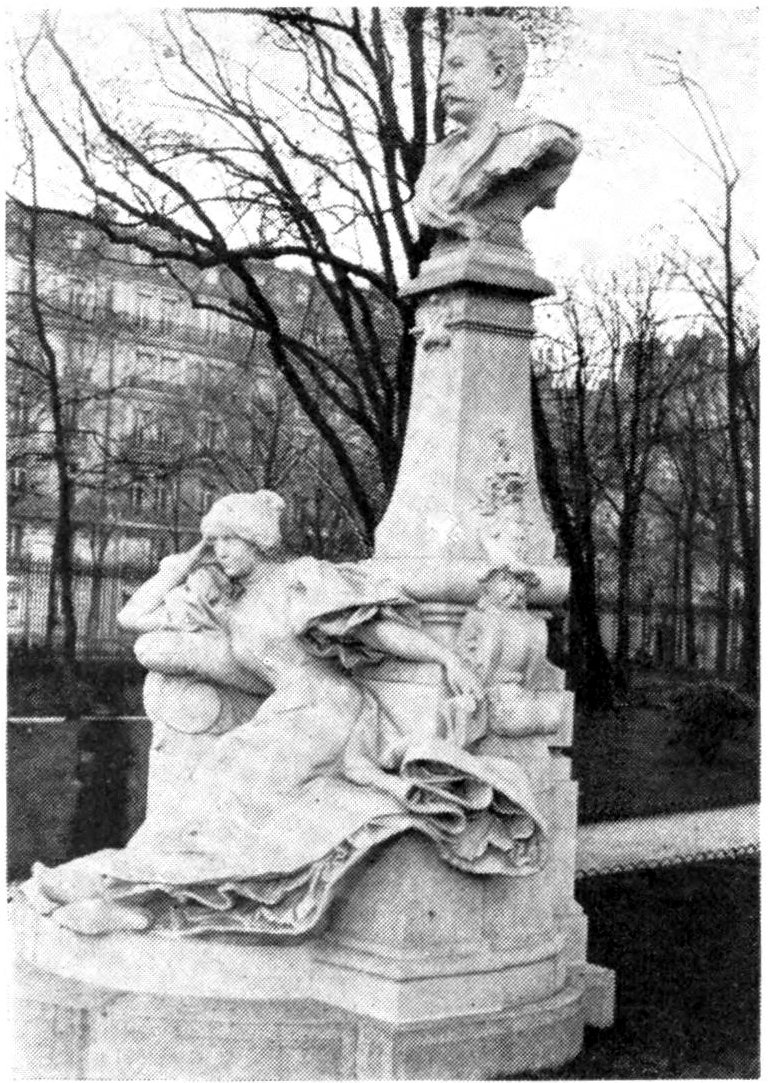
Busto de Guy de Maupassan
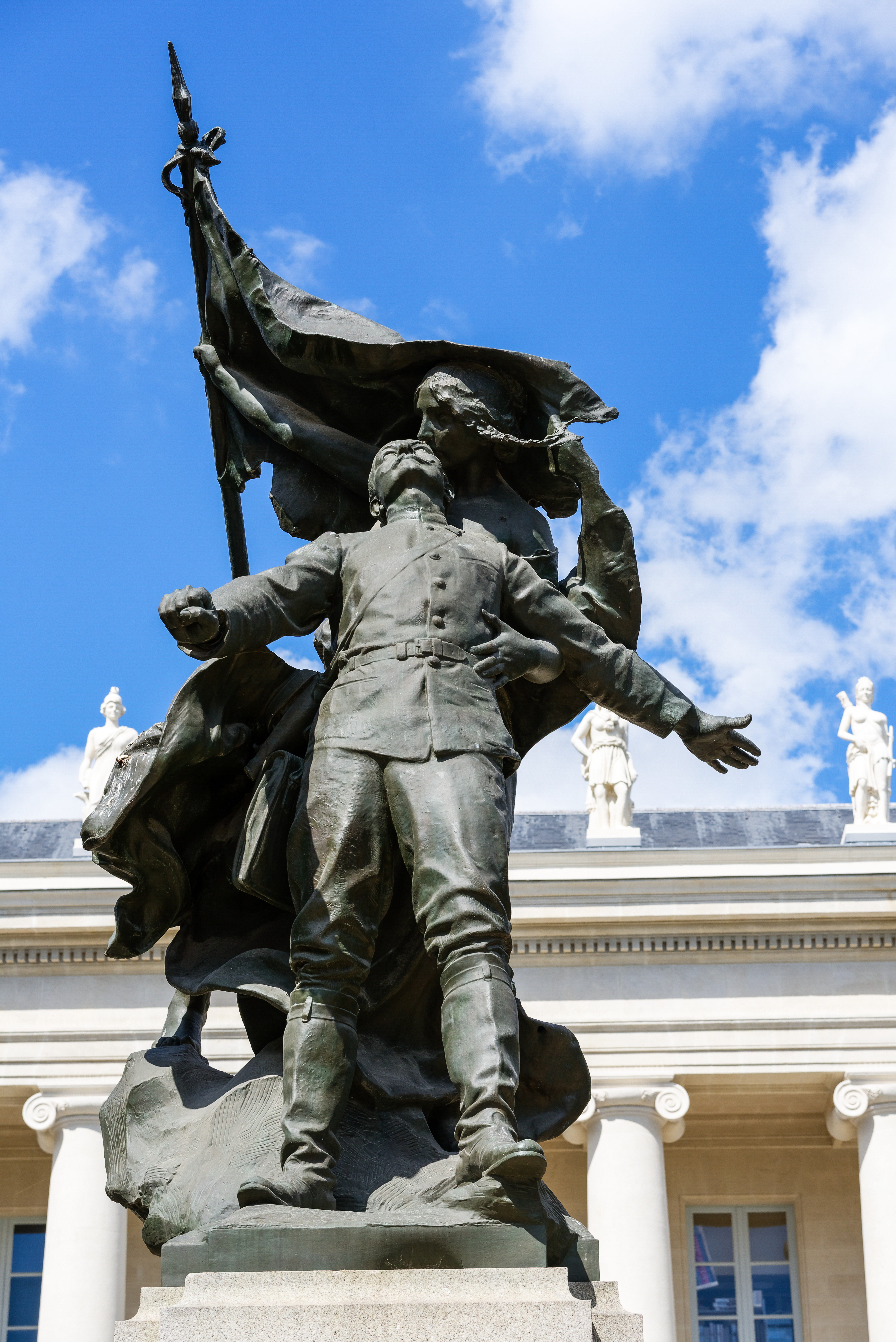
Estatua de Georges de Villebois-Mareuil
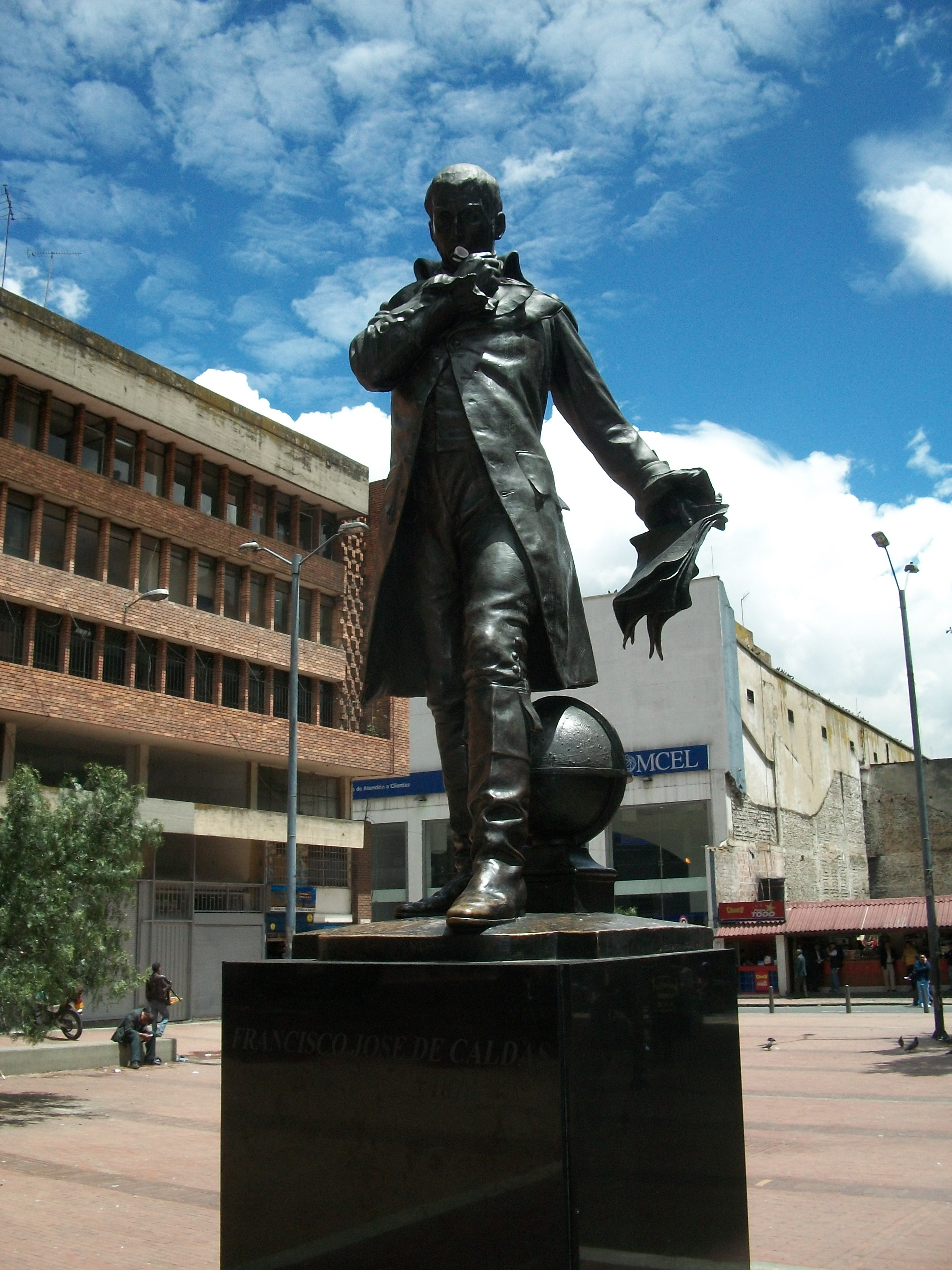
Estatua de Francisco José de Caldas

## Obras
Fue autor de numerosas obras en Francia y en otros países del mundo. Una de sus obras más representativas en territorio francés es el Monumento a los Caídos de Ruan. Entre sus mejores y más conocidas obras se incluyen las siguientes:
- Monumento de los Charentais, Angulema (1887).
- Mausoleo del Obispo Sebaux en la catedral de Saint-Pierre de Angulema (1895). El mármol fue presentado fuera de concurso en el Salón de 1895. Esta exposición fue organizada por la Sociedad de los artistas franceses en el Palacio de los Campos Elíseos de París el 1 de mayo de 1895.[3]
- Fuente Amédée-Larrieu en Burdeos (1901).
- Estatua en honor de Carnot oteando con fiereza las murallas de Angulema realizada en 1897.
- Estela de la familia Duteil en Graville (1901).
- Monumentos a los muertos de Neuilly-sur-Seine (1905),[4] de Rouen (en la localidad de Petit-Quevilly ) de Louviers (1907), de Saint-Pierre-du-Vauvray, de Cherves-Richemont (1921).
- Estatua de Guy de Maupassant, Parque Monceau, París.
- Busto de bronce de Guy de Maupassant, plaza Verdrel, Rouen, 1900 (destruido en 1941).[5]
- Monumento a Francisco José de Caldas, donada por el Polo Club a la Bogotá en el centenario de la Independencia nacional. Se inauguró el 6 de agosto de 1910.[6]
- Monumento a Camilo Torres Tenorio, donada por el Jockey Club a Bogotá en el centenario de la Independencia nacional. Se inauguró el 10 de julio de 1910.[7]
- Monumento a Camilo Torres Tenorio, que el poder ejecutivo mandó a construir en Popayán. Se inauguró en 1916.[7]
- Monumento a Rufino José Cuervo, por encargo del Congreso de la República. Se inauguró en Bogotá el 17 de julio de 1914.[8]
- Monumento a Manuel Murillo Toro, por encargo de la Junta Homenaje a Murillo Toro. Se inauguró el 1 de enero de 1920 en el parque de la Independencia de Bogotá, pero luego se trasladó al edificio de las comunicaciones o edificio Manuel Murillo Toro, primero en su vestíbulo, luego en su terraza.[9]
- Monumento a Juan Mora Fernández en San José, Costa Rica. Se inauguró en 1921 en la Plaza Juan Mora Fernández frente al Teatro Nacional de Costa Rica, como homenaje al primer jefe de Estado del país.